# Randy Skarda
Randy Skarda (né le 5 mai 1968 à West St. Paul dans le Minnesota aux États-Unis) est un joueur professionnel de hockey sur glace et de roller in line hockey

## Carrière
Choisi lors du repêchage d'entrée dans la Ligue nationale de hockey de 1986 lors de la huitième ronde (157e joueur choisi) par les Blues de Saint-Louis, il rejoint le championnat universitaire (NCAA) en 1986 et l'équipe des Golden Gophers de l'Université du Minnesota. En 1988, il est mis en avant en recevant l'honneur d'être choisi dans l'équipe type de la Western Collegiate Hockey Association et dans la seconde équipe de l'Est de la NCAA.
Il fait ses débuts professionnels lors de la saison 1989-1990 jouant pour les Rivermen de Peoria de la Ligue internationale de hockey. Il joue également 25 matchs de la saison des Blues.Il joue l'intégralité de la saison suivante avec l'équipe de la LIH et est par la suite uniquement rappelé en 1991-1992 pour un seul match dans la LNH, la défense des Blues s'étant renforcée entre-temps.
Il met fin à sa carrière de joueur de hockey en 1994 après avoir joué deux saisons dans la Ligue américaine de hockey puis dans l'ECHL. Au cours de l'été 1994, il rejoint l'équipe de roller in line hockey de son état natal, l'équipe Minnesota Arctic Blast. La nouvelle équipe de la Roller Hockey International va alors finir à la première place de sa division et Skarda finit second pointeur de la ligue derrière son coéquipier John Young et premier passeur de la RHI. L'équipe va participer aux séries éliminatoires de la Coupe Murphy mais ils vont échouer en finale d'association en perdant 2 matchs à 1 contre l'équipe Buffalo Stampede.
L'équipe arrête ses activités pour l'année suivante, une nouvelle équipe est cependant hébergée par la ville de Minneapolis : Minnesota Blue Ox, mais Skarda choisit de ne pas y jouer. L'Artic Blast fait son retour en 1996 et elle finit une nouvelle fois à la première place de la division. L'équipe perd dès le premier tour des séries contre les seconds de la division Atlantique, les Orlando Jackals, futurs vainqueurs de la Coupe. À la suite de cette défaite, l'équipe va définitivement arrêter ses activités et Skarda également.

## Statistiques
| Saison    | Équipe                              | Ligue |    | Saison régulière | Saison régulière | Saison régulière | Saison régulière | Saison régulière |   | Séries éliminatoires | Séries éliminatoires | Séries éliminatoires | Séries éliminatoires | Séries éliminatoires |
| Saison    | Équipe                              | Ligue | PJ | B                | A                | Pts              | Pun              | PJ               | B | A                    | Pts                  | Pun                  |                      |                      |
| 1986-1987 | Golden Gophers du Minnesota         | NCAA  | 43 | 3                | 10               | 13               | 77               |                  |   |                      |                      |                      |                      |                      |
| 1987-1988 | Golden Gophers du Minnesota         | NCAA  | 42 | 19               | 26               | 45               | 102              |                  |   |                      |                      |                      |                      |                      |
| 1988-1989 | Golden Gophers du Minnesota         | NCAA  | 43 | 6                | 24               | 30               | 91               |                  |   |                      |                      |                      |                      |                      |
| 1989-1990 | Rivermen de Peoria                  | LIH   | 38 | 7                | 17               | 24               | 40               | 4                | 0 | 0                    | 0                    | 0                    |                      |                      |
| 1989-1990 | Blues de Saint-Louis                | LNH   | 25 | 0                | 5                | 5                | 11               |                  |   |                      |                      |                      |                      |                      |
| 1990-1991 | Rivermen de Peoria                  | LIH   | 78 | 8                | 34               | 42               | 126              | 19               | 3 | 5                    | 8                    | 22                   |                      |                      |
| 1991-1992 | Rivermen de Peoria                  | LIH   | 57 | 8                | 24               | 32               | 64               | 7                | 0 | 0                    | 0                    | 14                   |                      |                      |
| 1991-1992 | Blues de Saint-Louis                | LNH   | 1  | 0                | 0                | 0                | 0                |                  |   |                      |                      |                      |                      |                      |
| 1992-1993 | Admirals de Milwaukee               | LIH   | 54 | 3                | 9                | 12               | 104              |                  |   |                      |                      |                      |                      |                      |
| 1993-1994 | Chiefs de Johnstown                 | ECHL  | 9  | 1                | 6                | 7                | 6                |                  |   |                      |                      |                      |                      |                      |
| 1993-1994 | Senators de l'Île-du-Prince-Édouard | LAH   | 20 | 1                | 3                | 4                | 14               |                  |   |                      |                      |                      |                      |                      |
| 1993-1994 | Bears de Hershey                    | LAH   | 4  | 0                | 2                | 2                | 0                |                  |   |                      |                      |                      |                      |                      |
| 1994      | Minnesota Arctic Blast              | RHI   | 21 | 18               | 59               | 77               | 109              |                  |   |                      |                      |                      |                      |                      |
| 1996      | Minnesota Arctic Blast              | RHI   | 22 | 13               | 46               | 59               | 60               | 3                | 2 | 4                    | 6                    | 1                    |                      |                      |

## Trophées et honneurs
- NCAA
  - 1988 - première équipe type de la WCHA, seconde équipe type de l'Ouest de la NCAA
- RHI
  - 1994 - second meilleur pointeur, meilleur passeur de la ligue